# A Paksi FC 2013–2014-es szezonja
Ez a szócikk a Paksi FC 2013–2014-es szezonjáról szól, mely sorozatban és összességében is a 8. idénye a csapatnak a magyar első osztályban. A klub fennállásának ekkor volt a 61. évfordulója. A szezon 2013 júliusában kezdődött, és 2014 májusában ér majd véget.

## Statisztikák
Utolsó elszámolt mérkőzés dátuma: 2014. március 22.

### Kiírások
| Kiírás        | Statisztikák | Statisztikák | Statisztikák | Statisztikák | Statisztikák | Statisztikák | Kezdő forduló | Végső forduló/ helyezés | Mérkőzések dátumai | Mérkőzések dátumai |
| Kiírás        | M            | GY           | D            | V            | LG–KG        | GK           | Kezdő forduló | Végső forduló/ helyezés | Első               | Utolsó             |
| ------------- | ------------ | ------------ | ------------ | ------------ | ------------ | ------------ | ------------- | ----------------------- | ------------------ | ------------------ |
| OTP Bank Liga | 21           | 4            | 7            | 10           | 25–35        | –10          | —             |                         | 2013. 07. 27.      | 2014. 03. 22.      |
| Magyar kupa   | 1            | 0            | 0            | 1            | 0–2          | –2           | 4. forduló    | 4. forduló              | 2013. 10. 30.      | 2013. 10. 30.      |
| Ligakupa      | 8            | 4            | 2            | 2            | 18–11        | +7           | Csoportkör    | Nyolcaddöntő            | 2013. 09. 04.      | 2014. 03. 04.      |

## OTP Bank Liga

### Mérkőzések
| 1. forduló 2013. július 27. 16:30 |

| Újpest                                                 | 1 – 2               | Paksi FC                                                          |
| ------------------------------------------------------ | ------------------- | ----------------------------------------------------------------- |
| Kabát 42' (11-esből) Vasiljević 90+3' Mihajlović 90+3' | (1 – 0) Jegyzőkönyv | Báló 60' Simon 90+3' (11-esből) Nyári 31' Kecskés 48' Könyves 74' |

| Szusza Ferenc Stadion, Budapest Nézőszám: 800 Játékvezető: Németh Ádám (magyar) |

| 2. forduló 2013. augusztus 2. 19:00 |

| Paksi FC                                                                                  | 2 – 1               | Pécsi MFC                                                  |
| ----------------------------------------------------------------------------------------- | ------------------- | ---------------------------------------------------------- |
| Simon 19' 77' Bartha 20' Hullám 36' Fiola 52' Kecskés 55' Éger 64' Tököli 67' Könyves 74' | (1 – 0) Jegyzőkönyv | Koller 50' (11-esből) Wittrédi 11' Fodor 60' Mohl 83′, 88′ |

| Fehérvári út, Paks Nézőszám: 1 200 Játékvezető: Andó-Szabó Sándor (magyar) |

| 3. forduló 2013. augusztus 10. 19:00 |

| Paksi FC                              | 4 – 1               | Puskás Akadémia                                                             |
| ------------------------------------- | ------------------- | --------------------------------------------------------------------------- |
| Kovács 6' Simon 59' 72' 88' Szabó 53' | (1 – 0) Jegyzőkönyv | Tischler 54' (11-esből) Farkas 6' Tóth 10' Baracskai 54' Vaszicsku 26′, 64′ |

| Fehérvári út, Paks Nézőszám: 1 000 Játékvezető: Solymosi Péter (magyar) |

| 4. forduló 2013. augusztus 18. 18:30 |

| Videoton                                                                                | 4 – 1               | Paksi FC                                                       |
| --------------------------------------------------------------------------------------- | ------------------- | -------------------------------------------------------------- |
| Nikolics N. 3' 8' (11-esből) Juhász 65' Gyurcsó 83' Szolnoki 25' Sándor 55' Caneira 63' | (2 – 0) Jegyzőkönyv | Könyves 90' Éger 7′ Bori 21' Fiola 55' Szabó 61' Windecker 83' |

| Sóstói Stadion, Székesfehérvár Nézőszám: 3 000 Játékvezető: Solymosi Péter (magyar) |

| 5. forduló 2013. augusztus 25. 18:30 |

| Paksi FC                                                       | 1 – 1               | Budapest Honvéd                                          |
| -------------------------------------------------------------- | ------------------- | -------------------------------------------------------- |
| Simon 28' Könyves 30' Kecskés 44' Heffler N. 58' Windecker 88' | (1 – 0) Jegyzőkönyv | Hidi 51' Alcibiade 6' Lőrinczy 55' Diarra 62' Vécsei 87' |

| Fehérvári út, Paks Nézőszám: 1 000 Játékvezető: Vadi István (magyar) |

| 6. forduló 2013. augusztus 31. 16:30 |

| Győri ETO                                                      | 2 – 0               | Paksi FC                             |
| -------------------------------------------------------------- | ------------------- | ------------------------------------ |
| Andrić 21' Szabó 40' (öngól) Trajković 19' Kamber 61' Kink 81' | (2 – 0) Jegyzőkönyv | Könyves 64' Báló 82' Windecker 90+2' |

| ETO Park, Győr Nézőszám: 2 500 Játékvezető: Fábián Mihály (magyar) |

| 7. forduló 2013. szeptember 13. 19:00 |

| Paksi FC                                       | 2 – 0               | Kaposvári Rákóczi                              |
| ---------------------------------------------- | ------------------- | ---------------------------------------------- |
| Windecker 41' Simon 78' 44' Fiola 16' Éger 53' | (1 – 0) Jegyzőkönyv | Balázs 17' Addo 38' Waltner 39′, 53′ Babić 72' |

| Fehérvári út, Paks Nézőszám: 500 Játékvezető: Farkas Ádám (magyar) |

| 8. forduló 2013. szeptember 21. 18:00 |

| MTK Budapest                                                                | 2 – 0               | Paksi FC               |
| --------------------------------------------------------------------------- | ------------------- | ---------------------- |
| Kanta 47' Pölöskei 88' 53' Poór 63' Kálnoki-Kis 72' Ladányi 74' Horváth 79' | (0 – 0) Jegyzőkönyv | Báló 67' Windecker 78' |

| Hidegkuti Nándor Stadion, Budapest Nézőszám: 900 Játékvezető: Bognár Tamás (magyar) |

| 9. forduló 2013. szeptember 27. 19:00 |

| Paksi FC             | 1 – 1               | Mezőkövesd–Zsóry                            |
| -------------------- | ------------------- | ------------------------------------------- |
| Simon 38' (11-esből) | (1 – 1) Jegyzőkönyv | Harsányi 31' 54' Szántai 14′ Pilibaitis 27' |

| Fehérvári út, Paks Nézőszám: 500 Játékvezető: Kassai Viktor (magyar) |

| 10. forduló 2013. október 4. 19:00 |

| Debreceni VSC                                    | 2 – 2               | Paksi FC                                      |
| ------------------------------------------------ | ------------------- | --------------------------------------------- |
| Sidibe 6' 51' Brković 79' Rezes 59' Mészáros 64' | (1 – 1) Jegyzőkönyv | Simon 10' 60' (11-esből) Fiola 45' Bartha 71' |

| Oláh Gábor utca, Debrecen Nézőszám: 2 800 Játékvezető: Farkas Ádám (magyar) |

| 11. forduló 2013. október 19. 18:00 |

| Paksi FC                                   | 0 – 2               | Diósgyőr                                       |
| ------------------------------------------ | ------------------- | ---------------------------------------------- |
| Kecskés 35' Kovács 64' Bartha 66' Éger 74' | (0 – 1) Jegyzőkönyv | Elek 34' Barczi 62' Nikházi 44' Abdouraman 56' |

| Fehérvári úti stadion, Paks Nézőszám: 2 800 Játékvezető: Vad II. István (magyar) |

| 12. forduló 2013. október 26. 18:00 |

| Kecskeméti TE                                       | 3 – 1               | Paksi FC                                            |
| --------------------------------------------------- | ------------------- | --------------------------------------------------- |
| Gyagya 26' Póti 33' 27' Vukasovic 59' 65' Karan 76' | (2 – 1) Jegyzőkönyv | Nagy 7' Horváth 35' Fiola 44' Kovács 56' Bori 90+3' |

| Széktói Stadion, Kecskemét Nézőszám: 1 323 Játékvezető: Németh Ádám (magyar) |

| 13. forduló 2013. november 2. 20:00 |

| Paksi FC                    | 0 – 1               | Haladás                            |
| --------------------------- | ------------------- | ---------------------------------- |
| Windecker 56′, 75′ Bori 82' | (0 – 0) Jegyzőkönyv | Halmosi 77' 64' Fehér 37' Radó 50' |

| Fehérvári út, Paks Nézőszám: 800 Játékvezető: Kassai Viktor (magyar) |

| 14. forduló 2013. november 9. 16:00 |

| Lombard Pápa                                                | 1 – 0               | Paksi FC           |
| ----------------------------------------------------------- | ------------------- | ------------------ |
| Orosz 62' Tóth G. 64' Kenesei 77' Sekour 82' Maksimović 85' | (0 – 0) Jegyzőkönyv | Fiola 30' Bori 75' |

| Perutz Stadion, Pápa Nézőszám: 500 Játékvezető: Andó-Szabó Sándor (magyar) |

| 15. forduló 2013. november 24. 18:30 |

| Paksi FC                                              | 2 – 2               | Ferencváros                       |
| ----------------------------------------------------- | ------------------- | --------------------------------- |
| Bartha 60' Simon 64' Bori 79' Délczeg 84' Szabó 90+3' | (0 – 1) Jegyzőkönyv | Böde 43' 82' Jenner 65' Busai 90′ |

| Fehérvári út, Paks Nézőszám: 3 500 Játékvezető: Bognár Tamás (magyar) |

| 16. forduló 2013. november 30. 16:00 |

| Paksi FC                                 | 2 – 4                         | Újpest                                                             |
| ---------------------------------------- | ----------------------------- | ------------------------------------------------------------------ |
| Könyves 9' Bartha 32' Éger 62' Fiola 70' | (2 – 1) Jegyzőkönyv Részletek | Tshibuabua 22' Nego 56' 31' Vasiljević 60' 88' Lázár 65' Kabát 90' |

| Fehérvári út, Paks Nézőszám: 1 500 Játékvezető: Solymosi Péter (magyar) |

| 17. forduló 2013. december 7. 16:00 |

| Pécsi MFC                      | 1 – 1               | Paksi FC                              |
| ------------------------------ | ------------------- | ------------------------------------- |
| Mohl 61' (11-esből) Balogh 58′ | (0 – 1) Jegyzőkönyv | Simon 9' Nyári 35' Bori 43' Fiola 58' |

| PMFC Stadion, Pécs Nézőszám: 1 000 Játékvezető: Kassai Viktor (magyar) |

| 18. forduló 2014. február 28. 19:00 |

| Puskás Akadémia                                  | 1 – 0               | Paksi FC   |
| ------------------------------------------------ | ------------------- | ---------- |
| Tóth 80' 66' Polonkai 66' Nagy Zs. 73' Tamás 76' | (0 – 0) Jegyzőkönyv | Bori 90+2' |

| Sóstói Stadion, Székesfehérvár Játékvezető: Erdős József (magyar) |

| 19. forduló 2014. március 9. 18:30 |

| Paksi FC                                                              | 2 – 2                         | Videoton                                                         |
| --------------------------------------------------------------------- | ----------------------------- | ---------------------------------------------------------------- |
| Heffler T. 35' Caneira 49' (öngól) Bartha 62' Horváth 74' Lázok 90+2' | (1 – 1) Jegyzőkönyv Részletek | Haraszti 22' 58' Nikolics 78' Vinícius 8' Caneira 34' Mamadu 73' |

| Fehérvári út, Paks Nézőszám: 1 500 Játékvezető: Fábián Mihály (magyar) |

| 20. forduló 2014. március 17. 19:00 |

| Budapest Honvéd                                             | 1 – 1                         | Paksi FC                                                            |
| ----------------------------------------------------------- | ----------------------------- | ------------------------------------------------------------------- |
| Daud 52' (11-esből) Ignjatović 40' Bonazzoli 42' Lovrić 46' | (0 – 1) Jegyzőkönyv Részletek | Délczeg 42' (11-esből) Lázok 20' Tóth 45' Windecker 52' Horváth 89' |

| Bozsik József Stadion, Budapest Nézőszám: 1 500 Játékvezető: Németh Ádám (magyar) |

| 21. forduló 2014. március 22. 20:00 |

| Paksi FC   | 1 – 2               | Győri ETO                                     |
| ---------- | ------------------- | --------------------------------------------- |
| Bartha 20' | (1 – 2) Jegyzőkönyv | Rudolf 12' 26' Kalmár 37' Švec 70' Lipták 79' |

| Fehérvári út, Paks Játékvezető: Solymosi Péter (magyar) |

### A bajnokság végeredménye
| #   | Csapat                 | M  | GY | D  | V  | G+ – G– | GK  | P  | Megjegyzések                                   |
| --- | ---------------------- | -- | -- | -- | -- | ------- | --- | -- | ---------------------------------------------- |
| 1.  | DVSC–TEVA (B)          | 30 | 18 | 8  | 4  | 66–33   | +33 | 62 | 2014–2015-ös Bajnokok Ligája – 2. selejtezőkör |
| 2.  | Győri ETO FC CV (I)    | 30 | 18 | 8  | 4  | 58–32   | +26 | 62 | 2014–2015-ös Európa-liga – 2. selejtezőkör     |
| 3.  | Ferencvárosi TC (I)    | 30 | 17 | 6  | 7  | 47–33   | +14 | 57 | 2014–2015-ös Európa-liga – 1. selejtezőkör     |
| 4.  | Videoton FC            | 30 | 15 | 8  | 7  | 52–31   | +21 | 53 |                                                |
| 5.  | Diósgyőri VTK (I)      | 30 | 12 | 11 | 7  | 45–38   | +7  | 47 | 2014–2015-ös Európa-liga – 1. selejtezőkör     |
| 6.  | Szombathelyi Haladás   | 30 | 12 | 10 | 8  | 37–31   | +6  | 46 |                                                |
| 7.  | Pécsi MFC–Matias       | 30 | 12 | 9  | 9  | 41–38   | +3  | 45 |                                                |
| 8.  | MTK Budapest FC        | 30 | 11 | 7  | 12 | 42–36   | +6  | 40 |                                                |
| 9.  | Budapest Honvéd FC     | 30 | 10 | 6  | 14 | 37–39   | −2  | 36 |                                                |
| 10. | Kecskeméti TE          | 30 | 9  | 9  | 12 | 36–51   | −15 | 36 |                                                |
| 11. | MVM–Paks               | 30 | 8  | 10 | 12 | 39–42   | −3  | 34 |                                                |
| 12. | Lombard Pápa Termál FC | 30 | 9  | 6  | 15 | 32–50   | −18 | 33 |                                                |
| 13. | Újpest FC (KGY)        | 30 | 8  | 8  | 14 | 46–51   | −5  | 32 |                                                |
| 14. | Puskás Akadémia FC Ú   | 30 | 8  | 7  | 15 | 36–51   | −15 | 31 |                                                |
| 15. | Mezőkövesd-Zsóry FC Ú  | 30 | 6  | 6  | 18 | 27–52   | −25 | 24 | NB II                                          |
| 16. | Kaposvári Rákóczi FC   | 30 | 4  | 7  | 19 | 21–54   | −33 | 19 | NB II                                          |

Utolsó frissítés: 2014. június 1. 
Forrás: MLSZ adatbank 
A rangsorolás alapszabályai: 1. összpontszám, 2. győzelmek száma, 3. gólkülönbség, 4. szerzett gólok száma, 5. egymás elleni eredmények összpontszáma,  6. egymás elleni eredmények gólkülönbsége, 7. egymás elleni eredmények szerzett góljainak száma, 8. egymás elleni eredmények idegenben szerzett góljainak száma.
(B): Bajnokcsapat, (K): Kieső csapat, (F): Feljutó csapat, (I): Kupainduló, (R): A rájátszás győztese, (KGY): Kupagyőztes

### Eredmények összesítése
Az alábbi táblázatban összesítve szerepelnek a Paksi FC 2013/14-es bajnokságban elért eredményei.
| Ősz/tavasz (forduló)    | Otthon | Otthon | Otthon | Otthon | Otthon | Otthon | Otthon | Idegenben | Idegenben | Idegenben | Idegenben | Idegenben | Idegenben | Idegenben |
| Ősz/tavasz (forduló)    | M      | GY     | D      | V      | LG–KG  | GK     | P      | M         | GY        | D         | V         | LG–KG     | GK        | P         |
| ----------------------- | ------ | ------ | ------ | ------ | ------ | ------ | ------ | --------- | --------- | --------- | --------- | --------- | --------- | --------- |
| Őszi szezon (1–17.)     | 9      | 3      | 3      | 3      | 14–13  | +1     | 12     | 8         | 1         | 2         | 5         | 7–16      | –9        | 5         |
| Tavaszi szezon (18–30.) | 2      | 0      | 1      | 1      | 3–4    | –1     | 1      | 2         | 0         | 1         | 1         | 1–2       | –1        | 1         |
| Összesen (1–30.)        | 11     | 3      | 4      | 4      | 17–17  | 0      | 13     | 10        | 1         | 3         | 6         | 8–18      | –10       | 6         |

### Helyezések fordulónként
| Forduló  | 1  | 2  | 3  | 4 | 5 | 6 | 7  | 8 | 9 | 10 | 11 | 12 | 13 | 14 | 15 | 16 | 17 | 18 | 19 | 20 | 21 | 22 | 23 | 24 | 25 | 26 | 27 | 28 | 29 | 30 |
| -------- | -- | -- | -- | - | - | - | -- | - | - | -- | -- | -- | -- | -- | -- | -- | -- | -- | -- | -- | -- | -- | -- | -- | -- | -- | -- | -- | -- | -- |
| Helyszín | I  | O  | O  | I | O | I | O  | I | O | I  | O  | I  | O  | I  | O  | O  | I  | I  | O  | I  | O  |    |    |    |    |    |    |    |    |    |
| Eredmény | GY | GY | GY | V | D | V | GY | V | D | D  | V  | V  | V  | V  | D  | V  | D  | V  | D  | D  | V  |    |    |    |    |    |    |    |    |    |
| Helyezés | 6  | 4  | 3  | 4 | 4 | 5 | 4  | 6 | 5 | 7  | 8  | 8  | 10 | 11 | 12 | 13 | 13 | 14 | 15 | 15 | 15 |    |    |    |    |    |    |    |    |    |

Helyszín: O = Otthon; I = Idegenben. Eredmény: GY = Győzelem; D = Döntetlen; V = Vereség.

## Magyar kupa
4. forduló
| 2013. október 30. 12:30 |

| Dunaújváros PASE    | 2 – 0               | Paksi FC                       |
| ------------------- | ------------------- | ------------------------------ |
| Böőr 11' Burucz 68' | (1 – 0) Jegyzőkönyv | Horváth 60' Fiola 70' Bori 71' |

| Dunaújváros Stadion, Dunaújváros Nézőszám: 600 Játékvezető: Kiss Norbert (magyar) |

## Ligakupa

### Csoportkör (E csoport)
| 1. forduló 2013. szeptember 4. 17:00 |

| Paksi FC                                                   | 4 – 2               | Kozármisleny SE                  |
| ---------------------------------------------------------- | ------------------- | -------------------------------- |
| Szabó 13' 68' Hullám 50' Tököli 81' Délczeg 90+1' Bagó 25' | (1 – 1) Jegyzőkönyv | Tóth 32' Farkas 69' Helesfay 47′ |

| Atomerőmű Sporttelep, Paks Nézőszám: 250 Játékvezető: Kiss Norbert (magyar) |

| 2. forduló 2013. szeptember 10. 16:30 |

| Paksi FC                                                             | 3 – 3               | Videoton                                                       |
| -------------------------------------------------------------------- | ------------------- | -------------------------------------------------------------- |
| Heffler T. 10' Délczeg 20' Kiss 44' Kecskés 17' Könyves 66' Nagy 88' | (3 – 0) Jegyzőkönyv | Zé Luis 46' Szolnoki 68' 67' Gyurcsó 90+1' Gyepes 10' Tóth 71' |

| Atomerőmű Sporttelep, Paks Nézőszám: 400 Játékvezető: Karakó Ferenc (magyar) |

| 3. forduló 2013. október 9. 15:00 |

| Dunaújváros PASE                                  | 1 – 0               | Paksi FC                                                    |
| ------------------------------------------------- | ------------------- | ----------------------------------------------------------- |
| Perovic 34' 60' Beleuć 50' Urbán 89' Thiago 90+1' | (1 – 0) Jegyzőkönyv | Könyves 77' Szabó 80' Heffler N. 82' Fiola 83' Tököli 90+2' |

| Dunaújváros Stadion, Dunaújváros Nézőszám: 400 Játékvezető: Barna Gábor (magyar) |

| 4. forduló 2013. október 16. 14:30 |

| Paksi FC           | 2 – 0               | Dunaújváros PASE     |
| ------------------ | ------------------- | -------------------- |
| Kiss 22' Nyári 47' | (1 – 0) Jegyzőkönyv | Urbán 26' Beleuć 45' |

| Atomerőmű Sporttelep, Paks Nézőszám: 100 Játékvezető: Szilasi Szabolcs (magyar) |

| 5. forduló 2013. november 13. 17:00 |

| Videoton                         | 1 – 4               | Paksi FC                                             |
| -------------------------------- | ------------------- | ---------------------------------------------------- |
| Zé Luis 67' Caneira 54' Tóth 61′ | (0 – 2) Jegyzőkönyv | Könyves 12' Délczeg 15' 52' 29' Bartha 49' Szabó 42' |

| Sóstói Stadion, Székesfehérvár Nézőszám: 500 Játékvezető: Radványi Ádám (magyar) |

| 6. forduló 2013. november 20. 13:00 |

| Kozármisleny SE | 0 – 3               | Paksi FC                   |
| --------------- | ------------------- | -------------------------- |
|                 | (0 – 1) Jegyzőkönyv | Délczeg 5' Kecskés 57' 88' |

| Kozármisleny Nézőszám: 100 Játékvezető: Kiss Norbert (magyar) |

### Az E csoport végeredménye
| Csapat       | M | Gy | D | V | G+ | G– | Gk | P  |
| ------------ | - | -- | - | - | -- | -- | -- | -- |
| Paks         | 6 | 4  | 1 | 1 | 16 | 7  | +9 | 13 |
| Videoton     | 6 | 3  | 1 | 2 | 15 | 9  | +6 | 10 |
| Kozármisleny | 6 | 2  | 1 | 3 | 7  | 13 | –6 | 7  |
| Dunaújváros  | 6 | 1  | 1 | 4 | 2  | 11 | –9 | 4  |

### Nyolcaddöntő
| Első mérkőzés 2014. február 22. 16:00 |

| Pécsi MFC                    | 1 – 1               | Paksi FC                   |
| ---------------------------- | ------------------- | -------------------------- |
| Mohl 22' Városi 45' Nagy 85' | (1 – 1) Jegyzőkönyv | Horváth 41' Heffler T. 24' |

| PMFC Stadion, Pécs Nézőszám: 400 Játékvezető: Szilasi Szabolcs (magyar) |

| Visszavágó 2014. március 4. 14:00 |

| Paksi FC          | 1 – 3               | Pécsi MFC                  |
| ----------------- | ------------------- | -------------------------- |
| Lázok 6' Báló 59′ | (1 – 0) Jegyzőkönyv | Perić 59' 65' 67' Beke 75' |

| Atomerőmű Sporttelep, Paks Játékvezető: Berger József (magyar) |

## Felkészülési mérkőzések

### Nyár
| 2013. június 28. |

| Kalocsa | 0 – 5               | Paksi FC                                                         |
| ------- | ------------------- | ---------------------------------------------------------------- |
|         | (0 – 1) Jegyzőkönyv | Könyves 43' Vayer 55' (11-esből) Mészáros 65' Juhász 72' Pap 82' |

| Városi Sporttelep, Kalocsa |

| 2013. július 3. |

| Paksi FC | 1 – 1               | NK Osijek |
| -------- | ------------------- | --------- |
| Báló 76' | (0 – 0) Jegyzőkönyv |           |

| Városi Sporttelep, Felcsút |

| 2013. július 6. |

| Pécsi MFC                          | 2 – 1               | Paksi FC   |
| ---------------------------------- | ------------------- | ---------- |
| Wittrédi 24' Koller 62' (11-esből) | (1 – 0) Jegyzőkönyv | Hullám 90' |

| PMFC Stadion, Pécs Nézőszám: 300 Játékvezető: Botló János (magyar) |

| 2013. július 10. |

| BFC Siófok    | 1 – 2               | Paksi FC             |
| ------------- | ------------------- | -------------------- |
| Mosberger 52' | (0 – 0) Jegyzőkönyv | Nyári 63' Csorba 69' |

| Révész Géza utca, Siófok |

| 2013. július 12. |

| Diósgyőr                  | 2 – 0       | Paksi FC |
| ------------------------- | ----------- | -------- |
| Rudolf tizenegyes' Kostić | Jegyzőkönyv |          |

| Király Sportcentrum, Szombathely Nézőszám: 500 Játékvezető: Pintér Csaba (magyar) |

| 2013. július 12. |

| Paksi FC    | 2 – 1               | FK Slavija |
| ----------- | ------------------- | ---------- |
| Simon Nyári | (1 – 0) Jegyzőkönyv |            |

| Király Sportcentrum, Szombathely Nézőszám: 500 Játékvezető: Pintér Csaba (magyar) |

| 2013. július 17. |

| Mezőkövesd–Zsóry                   | 3 – 1               | Paksi FC  |
| ---------------------------------- | ------------------- | --------- |
| Balajti 7' Menougong 15' Irhás 85' | (2 – 1) Jegyzőkönyv | Nyári 47' |

| Városi Sporttelep, Tata Nézőszám: 60 Játékvezető: Berke Balázs (magyar) |

| 2013. július 20. |

| Paksi FC                           | 3 – 2               | Kozármisleny SE               |
| ---------------------------------- | ------------------- | ----------------------------- |
| Heffler N. 9' Simon 16' Bartha 57' | (2 – 0) Jegyzőkönyv | Varga 88' (11-esből) Turi 90' |

| Fehérvári út, Paks |